# Henricus Joannes Witkam
Henricus Joannes Witkam (Goes, 27 december 1914 – Leiden, 6 december 1982) was een Nederlands repetitor en privégeleerde. 

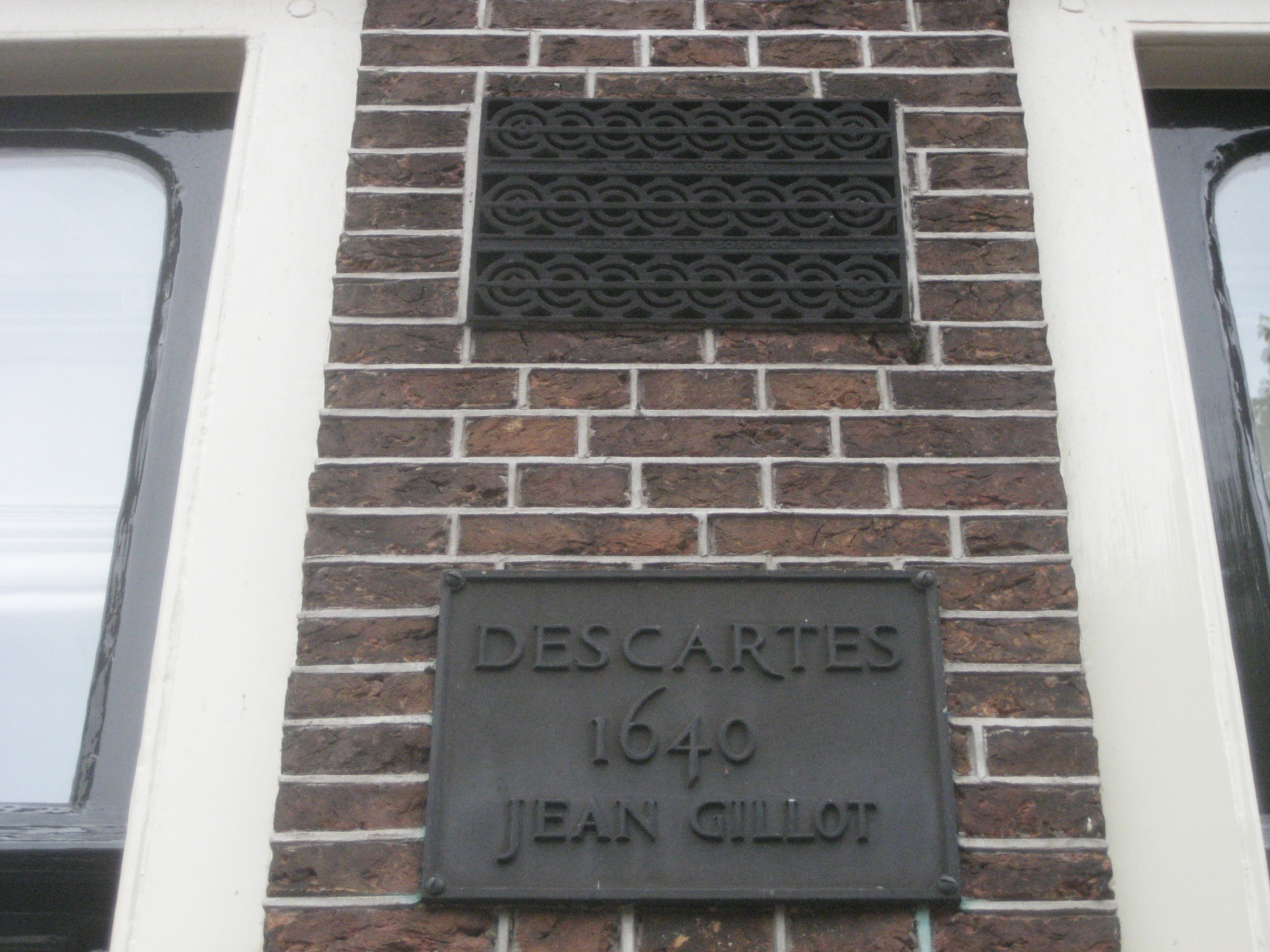
Gedenkplaat voor Descartes - Rapenburg 21, Leiden

Witkam studeerde rechten in Leiden en slaagde in 1939 voor het kandidaatsexamen. Door de sluiting van de Leidse universiteit tijdens de Duitse bezetting kon Witkam niet verder studeren. Witkam bezat dan ook niet de titel van meester in de rechten. Voortaan zou hij werkzaam zijn als repetitor Romeins recht. 
Bekende personen die bij Witkam repeteerden waren Boudewijn van Houten, Theo Joekes en Ivo Opstelten.
Vanaf het eind van de jaren zestig legde Witkam zich steeds meer toe op geschiedkundig onderzoek. Zijn belangstelling ging daarbij vooral uit naar de vroegste geschiedenis van de Leidse universiteit. Ook publiceerde hij over René Descartes, die in de jaren 1640-1641 had gewoond aan het Rapenburg, in het huis waar Witkam zelf woonde en zijn studenten lesgaf. Witkam liet dit historisch feit vermelden op een gedenkplaat die hij op de gevel van zijn huis (nummer 21) liet aanbrengen. 
Jan Just Witkam, emeritus hoogleraar handschriftenkunde van de islamitische wereld, is een zoon van H.J. Witkam.

## Publicaties (selectie)
- Jean Gillot: Een Leids ingenieur. In: Leids Jaarboekje 1967: Jaarboekje voor geschiedenis en oudheidkunde van Leiden en omstreken 1967, p. 29-54. (Digitale versie (Ver. Oud-Leiden))
- Jean Gillot: Een Leids ingenieur. Tweede deel. In: Leids Jaarboekje 1969: Jaarboekje voor geschiedenis en oudheidkunde van Leiden en omstreken 1969, p. 39-70. Digitale versie (Ver. Oud-Leiden))